# Кобылино (Калужская область)
Кобы́лино— деревня в Малоярославецком районе Калужской области Российской Федерации. Входит в состав сельского поселения «Село Головтеево».

## Этимология
Название происходит от прозвищного имени первого поселенца — Кобылы.

## Физико-географическое положение
Расположена на Смоленско-Московской возвышенности. Находится между трассами М3 и А130. Рядом деревни — Верховское, Татарское, Подполково, Пешково, Самсыкино, Кашурино. Недалеко протекает река Выпрейка, западнее деревни подпруженная дамбой.

## Известные уроженцы
- Пимен (Извеков) (1910—1990) — епископ Русской православной церкви. Патриарх Московский и всея Руси[3].